# Карагай-Покровка
Карага́й-Покро́вка (рос. Карагай-Покровка) — селище у складі Кувандицького міського округу Оренбурзької області, Росія.

## Населення
Населення — 153 особи (2010; 224 у 2002).
Національний склад (станом на 2002 рік):
- росіяни — 79 %